# Missioni diplomatiche di San Marino

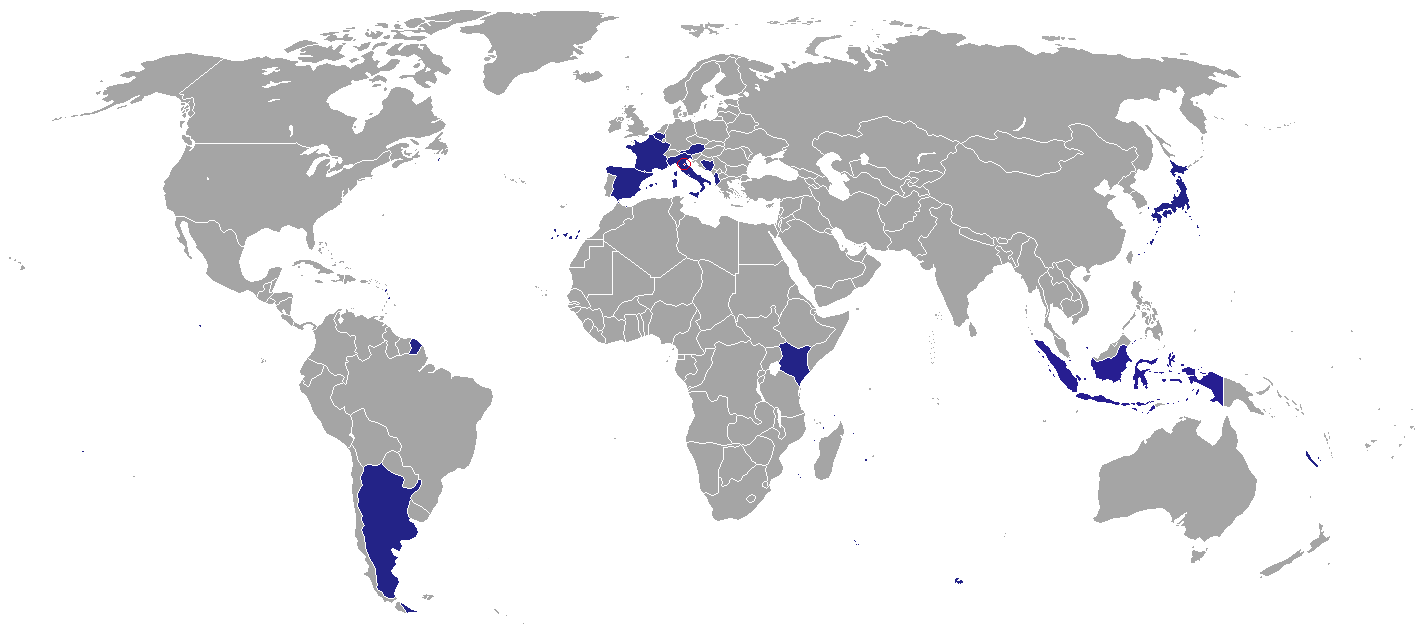
Ambasciate di San Marino

In relazione alla sua ridotta estensione territoriale (61 km²), San Marino possiede un'estesa rete diplomatica. Intrattiene relazioni ufficiali con 108 Stati, di cui 98 sono a livello diplomatico con 12 ambasciatori residenti e una rete consolare in tre continenti.

## Africa
- Kenya
  - Nairobi (Ambasciata)

## Asia

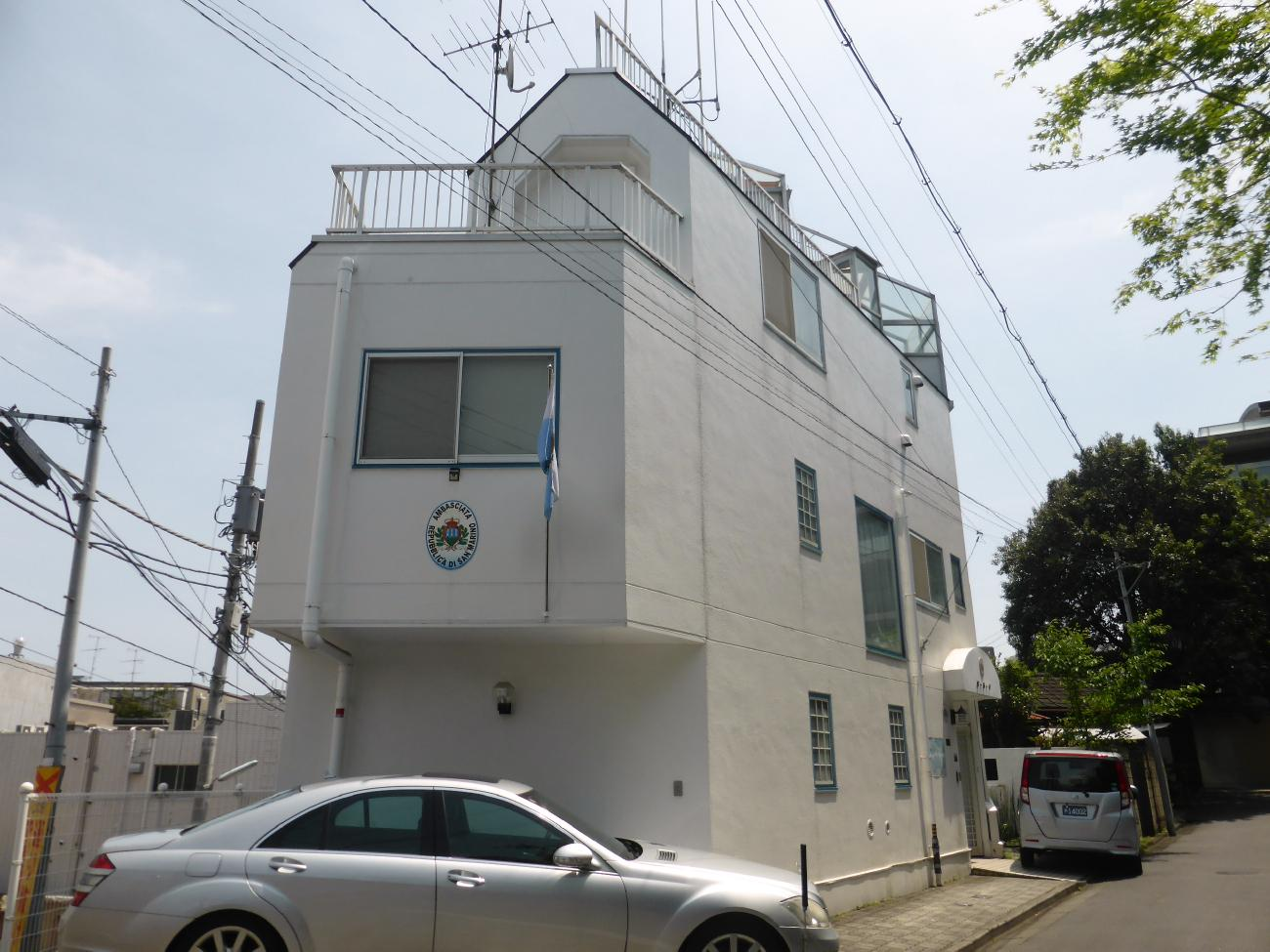
Ambasciata di San Marino a Tokyo

- Giappone
  - Tokyo (Ambasciata)
- Indonesia
  - Giacarta (Ambasciata)

## Europa

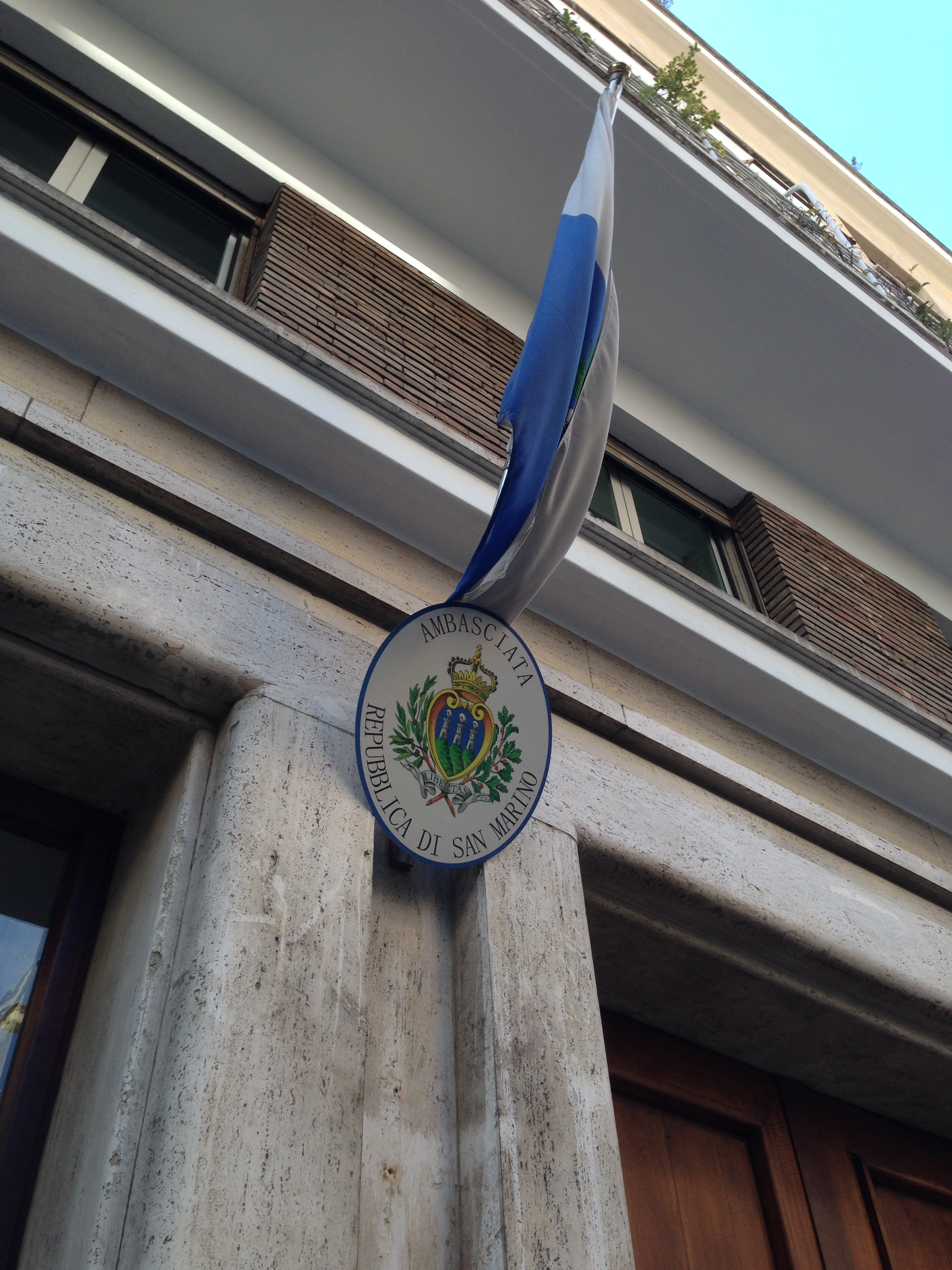
Ambasciata di San Marino a Roma

- Albania
  - Tirana (Ambasciata)
- Austria
  - Vienna (Ambasciata)
- Belgio
  - Bruxelles (Ambasciata)
- Bosnia ed Erzegovina
  - Sarajevo (Ambasciata)
- Città del Vaticano
  - Roma (Ambasciata)
- Francia
  - Parigi (Ambasciata)
- Italia
  - Roma (Ambasciata)
- Spagna
  - Madrid (Ambasciata)

## Organizzazioni multilaterali
- Bruxelles (Unione Europea)
- New York (Nazioni Unite)
- Ginevra (Nazioni Unite)
- Parigi (UNESCO)
- Roma (Organizzazione delle Nazioni Unite per l'alimentazione e l'agricoltura)
- Strasburgo (Consiglio d'Europa)
- Vienna (Nazioni Unite e Organizzazione per la Sicurezza e la Cooperazione in Europa).
- Ginevra (UNECE)
- Londra (IMO)